# What We All Come to Need
What We All Come to Need è il quarto album in studio del gruppo musicale statunitense Pelican, pubblicato il 27 ottobre 2009 dalla Southern Lord Records.

## Descrizione
Anticipato ad agosto dallo streaming del brano Strung Up from the Sky, il disco si differenzia dai precedenti per la maggiore presenza di artisti ospiti, tra cui Greg Anderson dei Sunn O))) e Aaron Turner degli Isis.
Il 23 febbraio 2010 l'album è stato pubblicato anche nel formato vinile con l'aggiunta di tre bonus track.

## Tracce
1. Glimmer – 7:31
2. The Creeper – 7:20
3. Ephemeral – 5:09
4. Specks of Light – 7:46
5. Strung Up from the Sky – 5:12
6. An Inch Above Sand – 4:14
7. What We All Come to Need – 6:47
8. Final Breath – 7:29

Tracce bonus nell'edizione LP
1. The Creeper (Live)
2. An Inch Above Sand (Live)
3. What We All Come to Need (Demo)

DVD bonus nell'edizione speciale
1. Making of "What We All Come to Need" – 6:22
2. "The Creeper" Live in Seattle 2009 – 6:21
3. Bonus Footage – 3:15

CD bonus nell'edizione giapponese
1. Embedding the Moss – 7:45
2. Ephemeral – 5:25
3. Geometry of Murder – 7:38 – originariamente interpretata dagli Earth

## Formazione
Gruppo
- Trevor Shelley-de Brauw – chitarra
- Laurent Schroeder-Lebec – chitarra
- Larry Herweg – batteria
- Bryan Herweg – basso

Altri musicisti
- Ben Verellen – basso aggiuntivo (traccia 1)
- Greg Anderson – chitarra aggiuntiva (traccia 2)
- Aaron Turnip – chitarra aggiuntiva (traccia 7)
- Allen Epley – voce aggiuntiva (traccia 8)

Produzione
- Chris Common – produzione, ingegneria del suono, missaggio
- Derek Moree – assistenza tecnica
- Layne McKay – assistenza tecnica
- Ed Brooks – mastering

## Classifiche
| Classifica (2009)         | Posizione massima |
| ------------------------- | ----------------- |
| Stati Uniti (heatseekers) | 13                |
| Stati Uniti (independent) | 44                |